# Verdilhão-de-cabeça-preta
O verdilhão-de-cabeça-preta (Carduelis ambigua ou Chloris ambigua) é um Passeriforme da família Fringillidae.

## Descrição
O verdilhão de cabeça negra tem um comprimento de 13 cm. O macho tem a cabeça preta, asas pretas com barras amarelas, dorso acastanhado, cauda preta no lado superior e amarela no lado inferior; a garganta, o peito, a barriga e os flancos são amarelos com estrias acastanhadas e o bico é rosado. As fêmeas são parecidas com os machos, mas as cores são mais baças, a cabeça é mais cinzenta do que negra. Os juvenis são pardos e as estrias são mais escuras.
As vocalizações são semelhantes às do verdilhão (Chloris chloris),  e do verdilhão-oriental (Chloris sinica).
A fêmea constrói o ninho, num arbusto ou moita, a meia altura, em forma de taça, com palhas, musgo, raízes finas, pêlos, penas, ervas secas. Põe entre 3 a 5 ovos branco-azulados ou branco-esverdeados com pintas pretas ou castanho-escuras, que são incubados durante 13-14 dias. Depois de eclodirem as crias são alimentadas por ambos os progenitores.

## Distribuição
Extremo nordeste da Índia (nordeste de Arunachal Pradesh), sul da China, sudeste da Região Autónoma do Tibete, Myanmar, Tailândia, Laos e Vietname.

## Taxonomia
Recentes estudos filogenéticos indicam que o verdilhão dos Himalaias é parente próximo do verdilhão (C. chloris), do verdilhão-oriental (C. sinica) e do verdilhão-de-peito-amarelo (C. spinoides)
Conhecem-se duas subespécies:
- Chloris ambigua ambigua ( Oustalet, 1896) – Sul da  China (oeste e sul de Sichuan, oeste e sudeste de Yunnan, oeste de Guizhou), este e nordeste de Myanmar, norte do Laos e noroeste do Vietname (oeste de Tonkin); noroeste da Tailândia (fora do território de reprodução).
- Chloris ambigua taylori (Kinnear, 1939) – sul da China (sudeste de Xizang); extremo nordeste da Índia (nordeste de  Arunachal Pradesh) (fora do território de reprodução).

## Habitat
Encontra-se em bosques de árvores de folha caduca e de coníferas, orlas de florestas, planícies de mato e arbustos, terrenos de cultivo.

## Alimentação
Não é muito conhecida. Numa foto (Ottaviani, 2011) podemos vê-lo a alimentar-se de uma asterácea, dente-de-leão (taraxacum).

## Filogenia
Obtida por Antonio Arnaiz-Villena et al.